# Leiningen (Greiz)
Leiningen ist eine Streusiedlung des Ortsteils Cossengrün/Hohndorf/Schönbach der Stadt Greiz im Landkreis Greiz in Thüringen. Bis zum 31. Dezember 2012 gehörte er zur Gemeinde Vogtländisches Oberland.

## Lage
Zu den Ortschaften der Umgebung von Elsterberg zählt neben anderen Ortsteilen auch Leiningen, Hohndorf, Gablau und Wellsdorf. Leiningen ist über die Landesstraße 2342 und eine Ortsverbindungsstraße zu erreichen. Die Gemarkung des Weilers liegt im Thüringer Schiefergebirge im Vogtländischen Oberland. Gegen Nordwesten grenzt der Pöllwitzer Wald an.

## Geschichte
1529 war die urkundliche Ersterwähnung des Weilers. Leiningen hatte im Jahr 1864 29 Häuser, in denen 138 Menschen wohnten.
Der Kriminalfall der Mörderin Marie Rosine Strauß aus Leiningen schrieb Rechtsgeschichte, weil diese am 21. Oktober 1864 als letzte Person in Deutschland öffentlich hingerichtet wurde. Sie war beim Kriminalgericht Greiz des Mordes an Christine Karoline Feustel angeklagt worden, der sich am 17. Dezember 1861 ereignete.
Am 1. Juli 1950 wurde die bis dahin eigenständige Gemeinde Gablau eingegliedert. Leiningen selbst kam 1994 zu Hohndorf, welches sich 1999 mit einigen anderen Orten zur Gemeinde Vogtländisches Oberland zusammenschloss. Am 31. Dezember 2012 wurde diese aufgeteilt, wodurch Leiningen zu Greiz kam. 
Der Weiler war und ist landwirtschaftlich und touristisch geprägt.